# ویندهام ویل
ویندهام ویل (به انگلیسی: Wyndham Vale) یک منطقهٔ مسکونی در استرالیا است که در ویکتوریا (استرالیا) واقع شده‌است.